# National Provincial Championship Division 3 1997
La National Provincial Championship Division 3 1997 fue la decimotercera edición de la tercera división del principal torneo de rugby de Nueva Zelanda.

## Sistema de disputa
Los equipos enfrentan a los equipos restantes de su zona en una sola ronda.
Los primeros cuatro puestos clasifican a semifinales para posteriormente disputar la final entre los dos ganadores de las semifinales, el ganador de la final se corona campeón y asciende directamente a la Segunda División.

## Clasificación
Tabla de posiciones
| Pos. | Equipo            | Encuentros | Encuentros | Encuentros | Encuentros | Tantos | Tantos | Tantos | PB | PB | Puntos |
| Pos. | Equipo            | PJ         | PG         | PE         | PP         | F      | C      | Dif    | BO | BD | Puntos |
| ---- | ----------------- | ---------- | ---------- | ---------- | ---------- | ------ | ------ | ------ | -- | -- | ------ |
| 1.º  | North Otago       | 7          | 6          | 0          | 1          | 236    | 152    | +84    | 4  | 0  | 28     |
| 2.º  | Poverty Bay       | 7          | 5          | 0          | 2          | 224    | 146    | +78    | 5  | 2  | 27     |
| 3.º  | Marlborough       | 7          | 5          | 0          | 2          | 271    | 188    | +83    | 5  | 1  | 26     |
| 4.º  | Horowhenua-Kapiti | 7          | 3          | 1          | 3          | 199    | 164    | +35    | 4  | 1  | 19     |
| 5.º  | Mid Canterbury    | 7          | 4          | 0          | 3          | 160    | 144    | +16    | 1  | 0  | 17     |
| 6.º  | East Coast        | 7          | 2          | 1          | 4          | 157    | 189    | -32    | 2  | 0  | 12     |
| 7.º  | Buller            | 7          | 1          | 0          | 6          | 118    | 238    | -120   | 2  | 0  | 6      |
| 8.º  | West Coast        | 7          | 1          | 0          | 6          | 114    | 258    | -144   | 0  | 0  | 4      |

|  | Semifinalistas. |

### Semifinales
| 19 de octubre | North Otago | 37 - 7 | Horowhenua-Kapiti |  |  |

| 19 de octubre | Marlborough | 17 - 14 | Poverty Bay |  |  |

### Final
| 26 de octubre | North Otago | 17 - 32 | Marlborough |  |  |

| Bandera de Nueva Zelanda |
| Campeón Marlborough      |
| Primer título            |